# Dietrich Müller-Doblies
Dietrich Muller-Doblies (n. 1938 ) es un taxónomo de plantas de nacionalidad alemana.
Los grupos de plantas en los que ha centrado su interés son Bryophyta, Spermatophyta, las Monocotiledóneas, Amaryllidaceae, Colchicaceae, Hyacinthaceae.
Desarrolla su actividad científica en el Herbario de la Universidad Técnica de Berlín, llegando a ser Director

## Algunas publicaciones
- k. Weichhardt-Kulessa, t. Börner, j. Schmitz, u. Müller-Doblies, d. Müller-Doblies. 2000. Controversial taxonomy of Strumariinae (Amaryllidaceae) investigated by nuclear rDNA (ITS) sequences. Plant Systematics and Evolution (Ausgabe 00004/2000)

- c. Neinhuis, u. Muller-Doblies, d. Muller-Doblies. 1996. Psammophora and other sand-coated plants from southern Africa. In: Feddes repertorium. - vol. 107

- d. Muller-Doblies. 1977. Die Moose von Berlin und Montpellier: Ein stratigraphischer Vergleich zwischen mitteleuropäischen und mediterranem Florengebiet am Beispiel zweier Lokalfloren

### Capítulos de libros
- p.j. Redouté († 1759-1840). The lilies. Taschen, Köln, Alemania. 2000 (1 vol.) (en, fr, al)

### Editora
- 2004. Beiträge zur Biologie der Pflanzen. Vol 73. Editor Duncker & Humblot

- La abreviatura «D.Müll.-Doblies» se emplea para indicar a Dietrich Müller-Doblies como autoridad en la descripción y clasificación científica de los vegetales.[3]